# Abbaye de Vaas

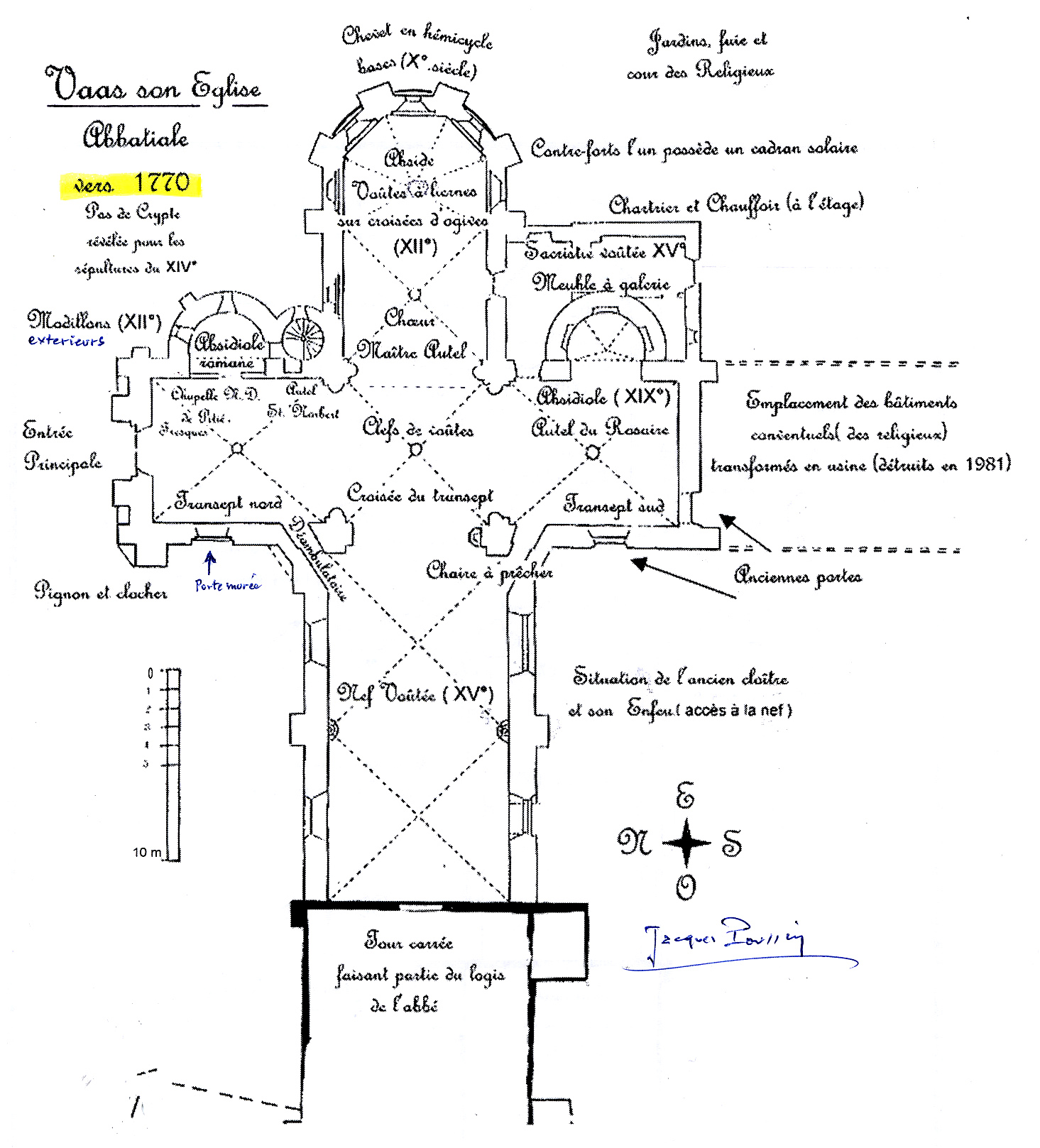
Plan de l'église abbatiale de Vaas.

L'abbaye Notre-Dame de Vaas est une abbaye mariale et royale située sur le territoire de la commune de Vaas dans le département de la Sarthe dans le pays du Maine angevin (ancienne province d'Anjou) et dans la région des pays de la Loire.

## Historique
On ne connaît que peu de choses sur les débuts de l'abbaye à cause de la destruction de ses archives.  Le monastère primitif a des fondations remontant à l'époque carolingienne (an 790) d'après le cartulaire de l'abbaye de Cormery. Les chanoines suivaient la règle de saint Augustin.  Ses origines ne nous sont que partiellement connues. On sait toutefois que ce monastère assurait le franchissement du Loir. L'abbaye qui a fait suite, selon une légende qui perdure encore, aurait bénéficié d'une dotation des biens confisqués au traître Ganelon, le félon de Roland à Roncevaux. Des actes d'échanges sont mentionnés au cours du Xe siècle avec l'abbaye Saint-Martin de Tours.
À l'entrée, une note avance qu'elle fut fondée au XIe siècle, bien que le premier abbé connu  fut Geoffroy en 1161. À cette époque, l'abbaye faisait partie de l'ordre des augustins et fut reconstruite, grâce à l'aide financière des Plantagenêts, à la fin du douzième ou au début du XIIIe siècle à la suite des razzias vikings. L'église fut sérieusement endommagée en 1370 lors de la guerre de Cent Ans. Une source nous indique qu'elle fut détruite par les Anglais durant le combat qui eut lieu lorsque du Guesclin prit la ville après sa victoire de Pontvallain. En 1726, la communauté rejoignit la congrégation des prémontrés grâce à l'influence de l'abbé. Les prémontrés reconstruisirent les bâtiments conventuels.
Un manque de rigueur dans la discipline verra l'abbaye mise en commende au début du XVIIe siècle. Selon les archives retrouvées, c'est à cette même époque qu'on connaîtra son titre d'« abbaye royale ».
Les prémontrés en prendront possession en 1726 jusqu'à la Révolution et ses bâtiments seront vendus comme biens nationaux, sauf l'église.

## Architecture
Les bâtiments conventuels seront finalement démolis en mars 1981. Il ne reste de visibles actuellement que le logis de l'abbé, aujourd'hui hôtel de ville de Vaas, la tour monastique, les jardins au bord du Loir et l'église devenue paroissiale après la destruction de l'église Saint-Georges vendue comme bien national et détruite.
L'église est principalement gothique; bien que des traces d'un bâtiment antérieur subsistent. Par exemple, la base semi-circulaire du chœur est romane, ainsi  que les deux chapelles absidales du transept. La nef est unique, ce qui est typiquement augustinien et est éclairée par des fenêtres gothiques à entrelacements. Les voûtes datent de la reconstruction du XIIIe siècle. Le transept est court et couvert de voûtes des XIVe et XVe siècles. L'abside nord, qui nous vient de l'église originelle, est en mauvais état et contient une fresque murale du XIIIe siècle représentant le Christ en majesté.
Le chœur est un bel exemple de gothique primitif. Cinq fenêtres fines, supportées par des colonnes élancées surmontent la base romane.
Une chapelle, nommée chapelle de Tartifume, dépendait de l'abbaye de Vaas.

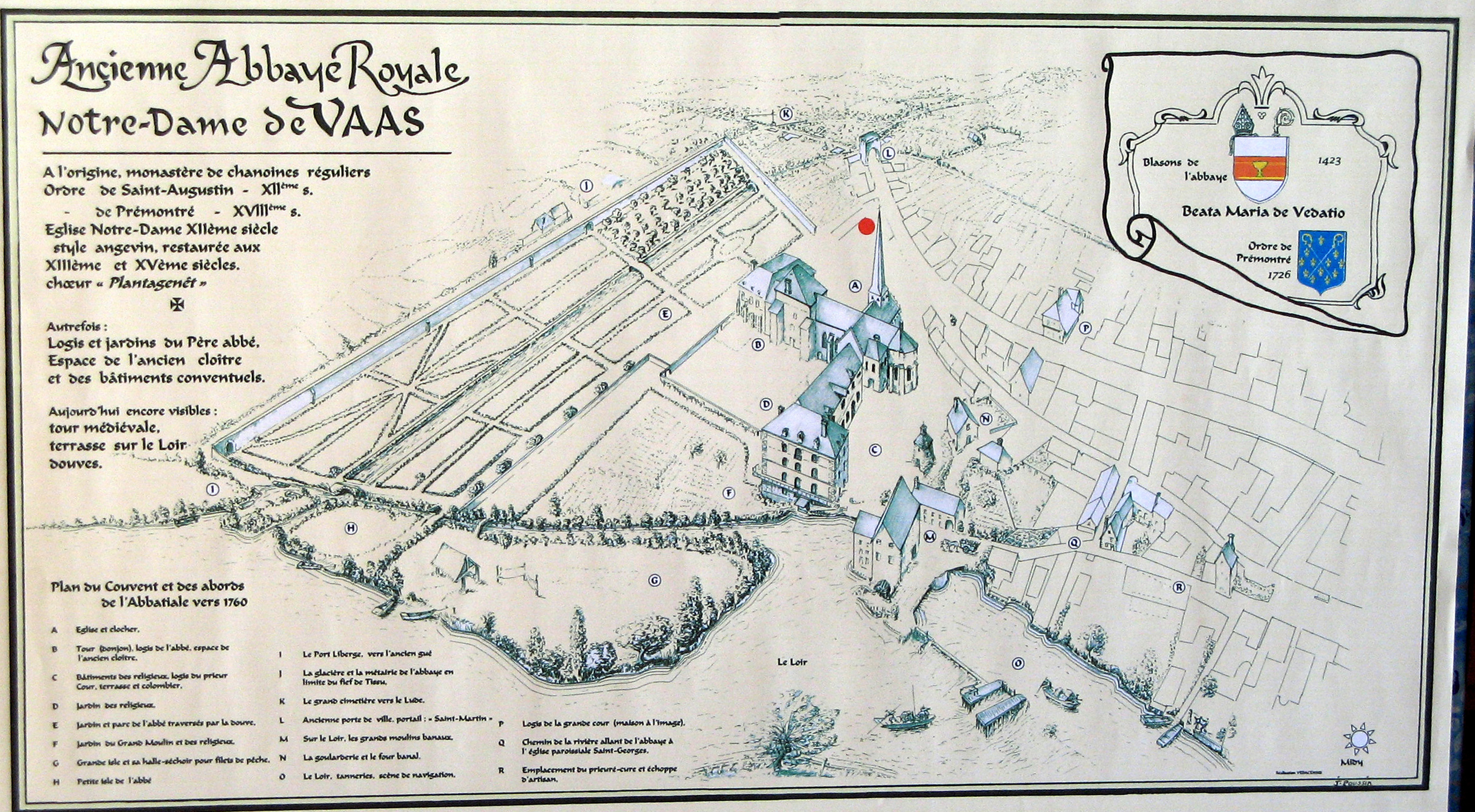
Reconstitution de l'abbaye en 1760 - panneau à l'entrée de l'hôtel de ville de Vaas.

## Abbés

### Abbés commendataires
- Léonore d'Estampes de Valençay, ...1648 - † 8 avril 1651 à Paris à l’âge de 62 ans, évêque de Chartres (3 juin 1620), à 1642, puis archevêque de Reims du (16 décembre 1641), à son trépas en 1651. Il est aussi abbé de Saint-Martin de Pontoise, La Couture, L'Épine, Bourgueil (1605-44), La Cour-Dieu (1634-1635), Champagne, Vaas et la Pelice, La Trinité de Beaulieu-lès-Loches, L’ Épau, mort à Paris, le samedi-saint 8 avril 1651 à l’âge de 62 ans.
- Jean-Marie Charles Sioc'han de Keradennec, dernier abbé commendataire de l'abbaye, fut nommé par le roi en 1777. Il refusa de prêter serment en 1790 et mourut en exil à Altona, en Allemagne.